# Autopatch

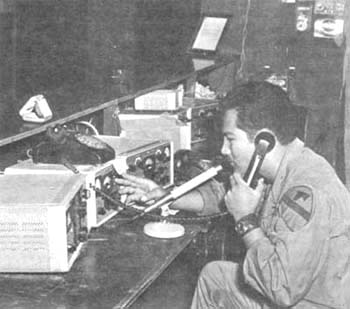
Phonepatch en la Guerra de Vietnam, 1969

Un autopatch, a veces llamado phone patch, es un adaptador instalado en una estación base de radioaficionado (o cualquier otro tipo de estación de radio bidireccional ) que le permite conectarse a una red telefónica. para dar servicio telefónico a usuarios remotos. Con este adaptador instalado en una estación base con acceso a una conexión telefónica, un usuario con un transceptor capaz de producir tonos DTMF puede realizar llamadas telefónicas.  Normalmente, para evitar abusos, se limitan las llamadas por la configuración en el módulo de autopatch, a números de tarifa plana, como llamadas locales o números gratuitos, aunque pueden no limitarse tampoco.

## Phonepatch vs. telefonía móvil
El hecho de conectar una estación de radioaficionado a una red telefónica. existe desde el principio de la radioafición, incluso comercialmente como el caso de Carterfone (con pleitos interpuestos por las compañías a las que se conectaba), pero no se pudo hablar de telefonía móvil hasta la llegada de la red celular AMPS, al principio usando un teléfono de coche como terminal hasta llegar al uso del DynaTAC el primer teléfono móvil propiamente dicho (sostenible en la mano).
El término phone patch (parche telefónico) describe con mayor precisión un sistema de marcación y conexión a la red telefónica por un usuario operando manualmente una estación base de radioaficionado, que era lo que se hacía antes de que la tecnología informática facilitara la automatización del proceso.

## Usos
Esta característica es utilizada principalmente por radioaficionados para proporcionar conectividad telefónica de emergencia a lugares que han perdido su acceso a la red telefónica. Un operador de radio aficionado con un transceptor instalado en su vehículo puede proporcionar acceso a la red telefónica desde docenas de millas de distancia, dependiendo de las frecuencias del repetidor/estación base involucrada, la potencia del transceptor, las condiciones de la banda y la ganancia de las antenas.en ambos extremos.
En los Estados Unidos, los usuarios de autopatch deben colgar si encuentran música en espera , ya que las regulaciones de la Comisión de Comunicaciones Federales prohíben la música en las frecuencias de radioaficionados.
Las estaciones de radiodifusión pueden, ocasionalmente, utilizar híbridos telefónicos, equipos similares para sacar al aire a periodistas que estén en el lugar de los hechos, personas entrevistadas u oyentes.  